# ウィグナー効果
ウィグナー効果（英: Wigner effect）とは、中性子線が固体、すなわち結晶格子を構成する原子の変位をもたらす効果のことを指す。発見者のユージン・ウィグナーに因む。大抵の固体において、ウィグナー効果は許容される範囲であるが、高速中性子をより遅い熱中性子に変換する減速材、黒鉛などにおいては大きな問題となる。他の原子炉材料については強力な中性子線源である核燃料集合体から減速材を隔てて配置されるため、高速中性子からは遮られて中性子の照射線量は少なく、また低速中性子であることから取りたてて問題になることはない。格子間の原子と共に発生する原子空孔は、フレンケル欠陥として知られる。

## 説明
ウィグナー効果の発生は、中性子が結晶構造を構成する原子に衝突し、そのエネルギーが衝突された原子を結晶格子から弾き出し変位させるに足ることが要件となる。その大きさ（変位エネルギー閾値）とは、おおよそ25電子ボルトである。中性子が持つことの出来るエネルギーの幅は広いが、原子炉内では、10MeV（107電子ボルト）を越える高速中性子も珍しくない。ある特定のエネルギーの中性子は、格子間原子の弾性衝突を通じて変位の連鎖を引き起こすだろう。たとえば1MeVの中性子が黒鉛結晶に衝突すると 900 の格子間原子の変位を生じうるが、格子を構成していた原子が変位して、別の空孔に収まる、または格子間原子が空孔に変位し格子を再構成することもあるため、すべての変位が欠陥となるわけではない。原子は結晶格子としてふさわしくないところから格子空孔を探して移動することはないため、格子の対称性は失われる。これらの原子は格子欠陥または単に格子間原子と呼ばれる。これらの原子が、必ずしも理想的な位置に配置されていないのは、あたかも丘の上にあるボールが位置エネルギーを持つように、エネルギーで関係付けられているためである。
大量の格子欠陥は、それらが蓄積しているエネルギーを解放（ウィグナー解放）して、突発的温度上昇を起こす危険性を有する。ある種の原子炉では、低出力運転中に突然発生する意図しない温度上昇が最も重大な事故要因であるとされ、ウィンズケール原子炉火災事故の間接的原因ともされている。中性子が照射された黒鉛に蓄積したエネルギーについては、2.7 kJ/gという記録があるが、大抵はこれよりも低い。
チェルノブイリ原子力発電所事故でいくつか報告されたが、ウィグナーエネルギーの蓄積による問題は無かった。ロシアの技術者はウィンズケールの事故をよく認識しており、事故のあった原子炉は、他の同時期の炉と同じく高温運転による黒鉛の構造変位エネルギーの蓄積を許容することが出来るよう設計されていた。

## ウィグナーエネルギーの解放
粒子線の照射によって格子欠陥が発生して蓄積されたエネルギーをウィグナーエネルギーと呼ぶが、これらは蓄積した物質を温めることで解き放つことが出来る。このプロセスは焼きなまし（焼きなまし法・焼鈍）として知られている。黒鉛においては250℃前後で行われる。1957年に起きたウィンズケール原子炉火災事故は制御された焼きなまし作業工程中に発生した。

## 密接フレンケル対
近年、ウィグナーエネルギーは黒鉛の準安定格子欠陥中に蓄えられているというように考えられている。200 - 250℃で見出されるエネルギーの解放は、準安定性の格子間原子と空孔対で説明されるようになった。格子間原子は空孔の手前で捕らえられており、それらは完全な黒鉛の結晶格子に再結合されることを妨げる。

## 参照
- Glasstone & Sesonke. Nuclear Reactor Engineering. Springer [1963] (1994). ISBN 0-412-98531-4